# Приречное (Воронежская область)
Приречное — село в Воронежской области России.
Административный центр Приреченского сельского поселения.

## География
Улицы
| - ул. Вокзальная, - ул. Знаменская, - ул. Кирова, - ул. Ленина, | - ул. Луговая, - ул. Московская, - ул. Садовая, - ул. Центральная. |

## История
Приречное образовалось в конце XVIII века как хутор отселенцев-скотоводов из Верхнего Мамона. Впервые обозначено на карте в 1790 году. В статическом справочнике за 1859 год именуется как хутор Безымянный. Здесь находилось 52 двора и проживали 650 человек.
В конце XIX века село стало именоваться Нижней Гнилушей. В 1921 году село примкнуло к восстанию Колесникова.
В 1929 году в Нижней Гнилуше был образован колхоз «12 лет Октября». В 1934 году он разделился на три самостоятельных хозяйства. В 1950 году они объединились в колхоз имени Кирова, а с 1963 года — колхоз «Красное Знамя».
В 1966 года указом президиума ВС РСФСР село Нижняя Гнилуша переименовано в Приречное.

## Население
| 1859 | 1897  | 2010 | 2012 | 2013 | 2014 | 2015 | 2016 | 2017 |
| ---- | ----- | ---- | ---- | ---- | ---- | ---- | ---- | ---- |
| 650  | ↗2211 | ↘762 | ↘751 | ↘736 | ↘726 | ↘692 | ↘669 | ↘664 |
| 2018 | 2019  | 2020 | 2021 |      |      |      |      |      |
| ↘636 | ↘635  | ↘618 | ↗639 |      |      |      |      |      |

## Известные жители и уроженцы
- Вишняков, Фёдор Васильевич (1927—1983) — Герой Социалистического Труда.

## Религия
Храм Апостола и евангелиста Луки был построен в 1890 году. Вновь открыт в 2003 году; совершаются постоянные богослужения.